# Cicatriz (novela)
Cicatriz es una novela de ficción cuya autora es la escritora española Sara Mesa. La obra fue publicada el 1 de marzo de 2015 por la editorial Anagrama, y recibió el  Premio Ojo Crítico de Narrativa de ese mismo año. Su eje central son las relaciones desiguales.

## Argumento
Una joven llamada Sonia, aburrida de su monótono trabajo, dedica gran parte de su tiempo laboral a navegar por la red. Amante de la literatura, decide entrar en un club literario en línea, donde, tras un tiempo, hacen una quedada para cenar en la ciudad de Cárdenas, a 700 kilómetros de la residencia de Sonia. Tras acudir a la cena, Sonia no quedó convencida de que aquel foro literario fuera su lugar, y procedió a salirse, pero antes de que esto ocurriera, le escribió uno de los miembros, con el seudónimo de Knut Hamsun, con el que no había hablado anteriormente. Este le pide una foto a cambio de entregarle los libros que ella quisiera, y finalmente acepta.
Así comienza una relación que se extendería durante más de siete años entre ellos, que en un principio se basaba en la discusión de libros, aunque continuó con temas personales e incluso eróticos, con regalos (todos ellos robados) de Knut de las marcas de lencería más caras. Sonia decide en algunos tramos poner distancia con Knut cuando este se vuelve demasiado acaparador, pero aun así ella sigue teniendo el deseo irrefrenable de saber más de él y de vivir experiencias fuera de la norma, lo que le lleva durante varios años a vivir una doble vida.

### Personajes
- Sonia: la protagonista principal de la historia, una joven veinteañera al comienzo de la novela, se presenta como solitaria, aparentemente sumisa y tímida, con cierta debilidad. Con el paso de los años, a Sonia deja de interesarle tanto el mundillo literario en el que Knut está sumergido, y solo quiere aspirar a una vida común, con cierta tranquilidad. Por ello decide casarse y tener un hijo.[3][7][8]
- Knut Hamsun: es su seudónimo. Se presenta como alguien fuera de la norma, que justamente detesta esa vida «normal» a la que aspira Sonia. Se considera así mismo provocador, individualista. Controlador y obsesivo y agresivo en ciertos momentos, intenta moldear a Sonia a su estilo con un aparente poder, llegando prácticamente al acoso, aunque no es violento, sino más bien fetichista y extravagante. Para ello, se destaca con acciones como el robo y el hurto, pero sin violencia, y solo a grandes plataformas.[3][9][4]

### Espacio y tiempo
En la mayoría del relato, el espacio no tiene una especial relevancia, al igual que en otras de las obras de Sara Mesa. El foco principal, que al fin y al cabo son las conversaciones entre Sonia y Knut, transcurren a través de la pantalla, de un ordenador, que normalmente se ubica en los puestos de trabajo de Sonia. El otro lugar a destacar de la obra es la ciudad imaginaria de Cárdenas, ya utilizada por la autora en otras de sus obras. En Cicatriz, este núcleo urbano se encuentra a 700 kilómetros de la vivienda de Sonia, y vive allí el otro protagonista, Knut. Se dan en esta ciudad tanto el primer encuentro con la mayoría de los integrantes del club de literatura, como posteriormente los encuentros entre Sonia y Knut.
El tiempo es en cambio bastante variado, con saltos hacia adelante y hacia atrás en la narrativa (flashbacks y flashforwards). Estas alternancias son siempre dependiendo del interés novelístico que supone en la obra el encuentro entre Sonia y Knut en Cárdenas. Son los títulos de los capítulos los que determinan el tiempo de la novela, que va desde siete años antes del primer encuentro entre Sonia y Knut (capítulo 0), hasta cuatro meses después del mismo.

## Temas e interpretación
La novela cuenta el relato de dos jóvenes inadaptados que se comunican a través de correos electrónicos, imitando así a la literatura epistolar. Se presupone que tanto Sonia como Knut son de clase media o baja, y buscan en la cultura, en concreto en la literatura, algo mejor. Aunque se dispongan como fuera de la norma, de lo establecido, siguen llenos de clichés, como la propia sociedad. De ahí que tanto Sonia como Knut jueguen el papel establecido de hombre y mujer en la seducción. Pero a la vez, es una crítica a la construcción social del amor, en el que con internet se ven aumentadas las tendencias de construir a la persona que se quiere amar, y esto provoca que la gente, como Sonia, se disfrace de alguien que no es. Ese moldeamiento de Sonia ante los gustos de Knut provoca su sumisión y la aparición de la toxicidad y la dependencia del uno por el otro.
Aparte del argumento principal de la relación de Sonia y Knut, la novela trata otros temas como el enfrentamiento de Knut contra lo burgués, lo convencional. Este personaje se dedica a robar en grandes superficies para entregar esos regalos a Sonia, y lo hace no por el gasto que supone, sino para no seguir la corriente burguesa. Sin embargo, desea esos productos tanto o más que cualquier consumista compulsivo. El salirse de lo establecido, de lo dictado, es lo que marca a Knut su día a día. Él defiende ser solitario, la potencia del individuo por sí mismo, y desprecia a aquellos que defienden a los colectivos marginados porque cuestiona el cómo se encasilla a las personas. Por eso cree que la literatura es fundamental, porque aísla al individuo, no como el cine o las redes, aunque él mismo pertenezca al club de literatura al igual que Sonia.

## Recepción e impacto
Es la cuarta novela de la autora, y ha tenido hasta cinco ediciones hasta abril de 2016.
La novela, tras su éxito a nivel nacional, ha sido traducida a idiomas como el inglés, el italiano, el francés o el serbio, con subvenciones por parte del Ministerio de Educación, Cultura y Deporte español tanto para dichas traducciones como para su publicación. Ha sido editada en francés por la editorial Payot & Rivages en 2017, con traducción de Delphine Valentin, y reeditada en 2022. En inglés, con el título de Scar fue editado por Dalkey Archive, en 2017, con traducción de Adriana Nodal-Tarafa.

### Premios y menciones
Obtuvo el Premio Ojo Crítico de Narrativa en su XXVI edición (2015). Además, fue elegido entre los libros del año por varios medios de comunicación españoles como El País, ABC o La Vanguardia.